# Inhulets
|  | Per al riu més petit de l'óblast de Mikolaiv vegeu Inhul |

L'Inhulets (ucraïnès: Інгулець literalment Petit Inhul) o Ingulets (rus: Ингуле́ц) és un riu, afluent per la dreta del Dniéper, que flueix a través d'Ucraïna. Té una longitud de 549 km i una conca hidrogràfica de 14.870 km².
L'Inhulets té la seva font en les terres altes del Dniéper en les proximitats de la ciutat de Kropivnitski a l'óblast ucraïnesa de Kirovohrad, al voltant de 30 km del mateix riu Dniéper, del qual flueix en paral·lel. L'Inhulets després es gira cap al sud, on flueix a través de les óblasts de Dnipropetrovsk, Kherson i Mikolaiv, abans de desembocar finalment al Dniéper aproximadament a 30 km a l'est de la ciutat de Kherson.
Prop de la ciutat de Kriví Rih, el curs del riu ha creat moltes illes de petita grandària, que tenen una rica vegetació. No obstant això, la vegetació es veu perjudicada per l'alt nivell de contaminació del riu, a causa de la propera indústria minera.
Importants afluents de l'Inhulets són el Saksahan i el Visun. Entre les ciutats situades al llarg del riu, estan: Kriví Rih, Inhulets i Snihurivka.
El riu està embassat al poble d'Iskrivka a l'oblast de Kirovohrad i uns 30 km més avall a la ciutat de Kryvyi Rih a l'oblast de Dnipropetrovsk per formar embassaments. L'embassament inferior, de Karachunivske, proporciona el subministrament d'aigua per a Kryvyi Rih i per al reg. El 14 de setembre de 2022, el govern ucraïnès va dir que un atac amb míssils russos havia trencat la presa, provocant inundacions.